# Pschyrembel (Medizinisches Wörterbuch)
Pschyrembel [pʃyˈʁɛmbl̩] ist eine Marke für medizinische Nachschlagewerke des Verlags Walter de Gruyter in Berlin. Der Name bezieht sich auf den Frauenarzt Willibald Pschyrembel (1901–1987), der lange das von Otto Dornblüth begründete Klinische Wörterbuch des Verlags betreut hat. Dieses Wörterbuch ist ein alphabetisches Verzeichnis der gebräuchlichsten und wichtigsten Begriffe der Medizin. Es wurde insbesondere für die medizinischen Berufe konzipiert. Im deutschen Sprachraum erlangte „der Pschyrembel“ (früher „der Dornblüth“) eine Bedeutung für den medizinischen Sprachgebrauch, wie sie der Duden für die allgemeine deutsche Sprache hat.

## Pschyrembel Klinisches Wörterbuch
Die Geschichte des Pschyrembel begann mit dem Wörterbuch der klinischen Kunstausdrücke („Für Studierende und Ärzte“) des Freiburger Mediziners Otto Dornblüth, das 1894 im Verlag Veit & Comp., Leipzig, erstmals erschien. Dieser Verlag gehörte zu den fünf Gründungsgesellschaften des Verlages Walter de Gruyter, bei dem der Pschyrembel seither erscheint. Von 1932 bis 1982 übernahm der Berliner Frauenarzt und Universitätsprofessor Willibald Pschyrembel die Herausgeberschaft. An der 185. bis 250. Auflage wirkten 17 namentlich genannte Fachärzte mit. Zu den weiteren Herausgebern und Leitern der Wörterbuch-Redaktion des Verlags gehörten ab 1985 Christoph Zink (* 1951) und von 1993 bis 1997 Helmut Hildebracht. Die 261. (bzw. 44.) Auflage besorgte Martina Bach. Die aktuelle Auflage 269 erschien im Juni 2023. Neben der gedruckten Buchversion sind auch eine (kostenpflichtige) Online-Version sowie Versionen für Windows Mobile, iOS und Android erhältlich.
Eine Kuriosität des Pschyrembel ist der fingierte Lexikonartikel über die von Loriot erdachte Steinlaus: Anfangs ein Scherz der Redaktion in der 255. (bzw. 38.) und 256. Auflage, der dann in der 257. Auflage wieder entfernt, aber infolge vieler Lesernachfragen ab der 258. Auflage erneut eingesetzt wurde, findet der Eintrag heute eine große Fangemeinde und bekam ein eigenes Weblog.

## Ausgaben

### Klinisches Wörterbuch
- Otto Dornblüth: Wörterbuch der klinischen Kunstausdrücke. Für Studierende und Ärzte. Verlag Veit & Comp., Leipzig 1894 (Digitalisat).
- Otto Dornblüth: Klinisches Wörterbuch. Die Kunstausdrücke der Medizin. 2. Auflage 1901 bis 17.–18. Auflage 1930.
- Otto Dornblüth: Klinisches Wörterbuch. Die Kunstausdrücke der Medizin. Bearbeitet von Willibald Pschyrembel. 19.–20. Auflage 1932[5] bis 254. Auflage 1982.
- Pschyrembel Klinisches Wörterbuch mit klinischen Syndromen und Nomina Anatomica, 255. bis 265. Auflage, Berlin/New York 1986 bis 2013.
- Pschyrembel: Klinisches Wörterbuch. Begründet von Willibald Pschyrembel. Bearbeitet von der Pschyrembel-Redaktion des Verlages. 266., neu bearbeitete Auflage. De Gruyter, Berlin / Boston 2014.
- Pschyrembel: Klinisches Wörterbuch, 267. Auflage. De Gruyter, Berlin / Boston 2017.

1. Auflage 1894 (Nachdruck Walter de Gruyter Verlag, ISBN 978-3-11-017381-9)
2. Auflage 1901
3. Auflage 1907
4. Auflage 1911
5. Auflage 1914
6. Auflage 1916
7. Auflage 1917
8. Auflage 1919
9. Auflage 1919
10. Auflage 1921
11. Auflage 1922
12. Auflage 1926
13.–14. Auflage 1927
15.–16. Auflage 1929
17.–18. Auflage 1930
19.–20. Auflage 1932
21.–22. Auflage 1934
23.–26. Auflage 1936
27.–30. Auflage 1937
31.–34. Auflage 1939
35.–38. Auflage 1940
39.–42. Auflage 1940
43.–47. Auflage 1942
48.–53. Auflage 1942
54.–60. Auflage 1943
61.–84. Auflage 1944
85.–99. Auflage 1951
100.–106. Auflage 1952
107.–116. Auflage 1955
117.–122. Auflage 1958
123.–153. Auflage 1959
154.–184. Auflage 1964
185.–250. Auflage 1969
251. Auflage 1972 (ISBN 3-11-003657-6)
252. Auflage 1975 (ISBN 3-11-004844-2)
253. Auflage (bzw. 36. Ausgabe) 1977 (ISBN 3-11-007018-9)
254. Auflage 1982 (ISBN 3-11-007187-8)
255. Auflage 1986 (ISBN 3-11-007916-X)
256. Auflage 1990 (ISBN 3-11-010881-X)
257. Auflage 1994 (ISBN 3-11-014183-3, ISBN 3-933203-04-X)
258. Auflage 1998 (ISBN 3-11-015676-8, ISBN 3-11-014824-2)
259. Auflage 2002 (ISBN 3-11-016522-8)
260. Auflage 2004 (ISBN 3-11-017621-1)
261. Auflage 2007 (ISBN 978-3-11-018534-8)
262. Auflage („2011“) 2010 (ISBN 978-3-11-021152-8)
263. Auflage („2012“) 2011 (ISBN 978-3-11-025166-1)
264. Auflage („2013“) 2012 (ISBN 978-3-11-027788-3)
265. Auflage („2014“) 2013 (ISBN 978-3-11-030509-8)
266. Auflage 2014 (ISBN 978-3-11-033997-0)
267. Auflage 2017 (ISBN 978-3-11-049497-6) (50. Ausgabe)
268. Auflage 2020 (ISBN 978-3-11-068325-7)
269. Auflage 2023 (ISBN 978-3-11-078334-6)

### Weitere Pschyrembel-Wörterbücher
Seit Ende der 1990er Jahre veröffentlicht der Verlag De Gruyter weitere medizinische Wörterbücher zu den Themen Therapie, Pflege, Diabetologie, Naturheilkunde und Sozialmedizin. Für diese wurde in Anlehnung an das gut im Markt eingeführte Klinische Wörterbuch  der Markenname Pschyrembel gewählt.
- Pschyrembel Therapie. 4. überarbeitete und ergänzte Auflage. De Gruyter, Berlin 2009, ISBN 978-3-11-020568-8
- Pschyrembel Psychiatrie, Klinische Psychologie, Psychotherapie. De Gruyter, Berlin 2009, ISBN 978-3-11-018888-2; 2. Auflage, unter dem Titel Pschyrembel Psychiatrie, Klinische Psychologie und Psychotherapie hrsg. von Jürgen Margraf und Wolfgang Maier, ebenda 2012, ISBN 978-3-11-026258-2
- Pschyrembel Pflege. 3. Auflage, hrsg. von Susanne Wied und Angelika Warmbrunn. De Gruyter, Berlin 2012, ISBN 978-3-11-025855-4
- Pschyrembel Sozialmedizin. De Gruyter, Berlin 2007, ISBN 978-3-11-017605-6; 2. Auflage, unter dem Titel Pschyrembel Sozialmedizin und Public Health hrsg. von Silke Brüggemann, Christiane Niehues, Anne D. Rose  und Beatrice Schwöbe, ebenda Berlin 2015, ISBN 978-3-11-033964-2
- Pschyrembel Wörterbuch Naturheilkunde und alternative Heilverfahren. Bearbeitet von Helmut Hildebrandt. De Gruyter, Berlin/New York 1996; 4. Auflage, hrsg. von Julia Miagat, ebenda 2011, ISBN 978-3-11-025112-8
- Pschyrembel Wörterbuch Diabetologie. 2. Auflage. De Gruyter, Berlin 2006, ISBN 978-3-11-018885-1
- Pschyrembel Wörterbuch Sexualität. De Gruyter, Berlin 2003, ISBN 3-11-016965-7
- Hunnius Pharmazeutisches Wörterbuch.  11. Auflage, hrsg. von Hermann P. T. Ammon und Manfred Schubert-Zsilavecz. De Gruyter, Berlin 2014, ISBN 978-3-11-030990-4.